# Willis Whitfield
Willis Whitfield (* 6. Dezember 1919 in Rosedale, Oklahoma; † 12. November 2012 in Albuquerque, New Mexico) war ein US-amerikanischer Physiker und der Erfinder des modernen Reinraums.
Von 1954 bis zu seinem Eintritt in den Ruhestand 1984 arbeitete Whitfield bei den Sandia National Laboratories. Dort war er unter anderem für die Kontaminationskontrolle bei der Herstellung von Teilen für Nuklearwaffen zuständig. Herstellungsprozesse, die empfindlich auf Staub waren, fanden bereits seit den 1950er Jahren in Reinräumen mit turbulenter Verdünnungsbelüftung statt. Die damit erzielbare Luftqualität, gemessen an der Anzahl von Staubpartikeln pro Volumen, genügte den Ansprüchen der weiterentwickelten Technik nicht mehr.
Whitfields Erfindung der turbulenzarmen Verdrängungsbelüftung („laminar flow“) zu Beginn der 1960er Jahre ermöglichte gegenüber den bis dahin existierenden Reinräumen eine Reduzierung der Dichte luftgetragener Partikel um mehrere Größenordnungen. Damit wurden Reinräume der Reinraumklassen 100 und besser (nach alter amerikanischer Norm FS 209E) bzw. der Klassen 5 und besser (nach ISO-Standard) erst möglich. Solche Reinräume sind Voraussetzung für sämtliche Produkte der Mikroelektronik und werden auch in der Herstellung bzw. Abfüllung von Medizinprodukten und Medikamenten verwendet.
Für seine Erfindung wurde Whitfield mehrfach geehrt. Er starb am 12. November 2012 in Albuquerque an Prostatakrebs.

## Einzelbelege
1. ↑  William Yardley: "Willis Whitfield, Inventor of Clean Room That Purges Tiny Particles, Dies at 92". The New York Times, 4. Dezember 2012

| Personendaten    | Personendaten              |
| ---------------- | -------------------------- |
| NAME             | Whitfield, Willis          |
| KURZBESCHREIBUNG | US-amerikanischer Physiker |
| GEBURTSDATUM     | 6. Dezember 1919           |
| GEBURTSORT       | Rosedale, Oklahoma         |
| STERBEDATUM      | 12. November 2012          |
| STERBEORT        | Albuquerque, New Mexico    |